# Jean François Porchez
Jean François Porchez (qui a utilisé longtemps la graphie Jean-François Porchez), né le 4 décembre 1964 à Paris, est un créateur de caractères typographiques français.

## Biographie
Jean-François Porchez est le fils de Jean-Jacques Porchez (directeur de société, mort le 22 février 2023) et d’Annie Stasse. Élève à l’école Montessori à Montgeron, au collège d’enseignement secondaire (CES) de Saint-Mandé, au collège Modigliani, il étudie ensuite à l’Atelier national de création typographique à Paris et est diplômé de l’École municipale d’arts et technique de la ville de Paris.
Fondateur de Typofonderie en 1994, il a notamment créé des caractères pour le journal Le Monde entre 1994 et 1997 et a participé la refonte du quotidien Charente libre au format tabloïd en 2000. À cette occasion, il crée un nouveau caractère appelé le Charente. Il a dessiné des caractères pour Beyoncé Knowles, Costa Croisières, France Télécom, Peugeot et la RATP.
Pour la fonderie de caractères numériques Linotype, il recrée le Sabon de Jan Tschichold (initialement basé sur les dessins de Garamond) commercialisé sous le nom de Sabon Next. En 2018, il définit pour la présidence de la République française « les caractères d’imprimerie utilisés sur tous les supports de la présidence et notamment le logo ».
Il a été conférencier au master en création de caractères à l’université de Reading (Royaume-Uni) et professeur de typographie à l’EPSAA, à l’ECV-Paris et à l’ENSAD. Il a mené régulièrement des ateliers pratiques ponctuels à travers le monde, participé à des conférences et publications. Il a notamment initié la parution de Lettres françaises, un recueil de créations typographiques contemporaines françaises.
Fin 2001, il fut président du jury établi par le ministère de l’Éducation nationale pour la sélection d’un modèle d’apprentissage d’écriture, et fut entre autres membre du 3e concours Linotype de création de caractères. Il a été président de l’ATypI, la principale association des créateurs de caractères, de 2004 à 2007, et président honoraire.
Il a reçu le prix Charles-Peignot en 1998. FF Angie (1990) et Apolline (1993) furent primés au concours Morisawa. Costa a reçu le certificat d’excellence en création de caractères lors du TDC2 2000. Ambroise, Anisette, Anisette Petite, Charente, Le Monde Journal et Le Monde Courrier ont tous reçu une récompense en 2001 au concours Bukva:raz!. En 2006, Deréon et Mencken ont reçu un Creative Review Type Award, et le Parisine Office une étoile de l'Observeur du design.
Il est le fondateur du site Le Typographe, un blog et un forum spécialisés sur la typographie (fermé en 2012).

## Caractères
Quelques caractères créés par Jean François Porchez :
- Allumi (2009)
- Ambroise (2001)
Ambroise
Ambroise Firmin
Ambroise François
- FF Angie (1989–1995)
- FF Angie Pro (2010)
- Angie Sans (1994)
- Anisette (1996)
- Anisette Petite (2001)
- Apolline (1993–1995)
- Ardoise (2010)
- AW Conqueror (2010)
AW Conqueror Sans
AW Conqueror Slab
AW Conqueror Inline
AW Conqueror Didot
AW Conqueror Carved
- Bienvenue, pour France Télécom (2000)
- Charente (2000)
- Costa, pour Costa Cruises (1999)
Costa PTF (2004)
- Deréon (2005)
- Henderson
Henderson Serif (2006)
Henderson Sans (2006–2009)
- Le Monde, pour Le Monde
Le Monde Courrier (1997)
Le Monde Journal (1994)
Le Monde Livre (1997)
Le Monde Livre Classic (1999)
Le Monde Sans (1994)
- Mencken (2005)
Mencken Head
Mencken Text
- Parisine
Parisine (1996)
Parisine Office (2005)
Parisine Plus (1999)
- Retiro (2006–2010)
- Sabon Next (2002)
- Vuitton Persona, pour Louis Vuitton (2007–2010).

## Distinctions
- Chevalier de l'ordre des Arts et des Lettres (2015).

### Note
1. 1 2  Le prénom de Jean François Porchez a commencé à se voir écrit sans trait d’union vers la fin des années 1990[1].